# Polygonarea kraepelini
Polygonarea kraepelini är en mångfotingart som först beskrevs av Filippo Silvestri 1907.  Polygonarea kraepelini ingår i släktet Polygonarea och familjen storjordkrypare. Inga underarter finns listade i Catalogue of Life.